# Тулеино
Тулеино — упразднённая деревня на территории современного Заокского района Тульской области России. До упразднения уездно-губернского деления входило в состав Савинской волости Алексинского уезда Тульской губернии. Ныне урочище, сохранилось кладбище.

## Топоним
Село лежало при безводном овраге, называемом Тулейкой, откуда пошло название села. Согласно справочнику «XLIV. Тульская Губерния. Списки населенных мест по сведениям 1859 года», село было при рч. Тулеинке.

## География
Находилась на расстоянии 60 вёрст от Тулы и 40 вёрст от Алексина.

### Климат
Климат в местности характеризуется как умеренно континентальный. Среднегодовая многолетняя температура воздуха составляет 4,6 °С. Средняя температура воздуха самого холодного месяца (января) — −10,3 °C (абсолютный минимум — −33,9 °C); самого тёплого месяца (июля) — 18,2 °C (абсолютный максимум — 33,2 °C). Безморозный период длится в течение 132—147 дней. Продолжительность вегетационного периода составляет около 180 дней. Среднегодовое количество атмосферных осадков составляет 572 мм, из которых большая часть (около 70 %) выпадает в тёплый период. Снежный покров держится в течение 135 дней. Среднегодовая скорость ветра составляет 3 м/с.

## История
Деревянный храм в честь Флора и Лавра построен в 1694 году, неизвестно кем и на какие средства. Был расположен у сельского кладбища находящегося в полуверсте от села. Кроме главного алтаря, в храме было два предела: с правой стороны в честь Богоявления Господня, а с левой стороны в честь святого великомученика Георгия Победоносца, устроенные в XIX столетии на средства капитана Ладыженского.
В состав прихода, кроме села из четырёх домов, входили деревни: Сенино, Галкино, Гибитино (Гибкино) и Новая деревня, с общим числом населения в 1895 году 210 человек мужского пола и 223 женского. С 1879 года приход Тулеино присоединён к селу Савино и отдельного притча не имел. Имелось церковной земли: 37 десятин, в том числе усадебной 2 десятины, леса 8 десятин, полевой и луговой 27 десятин.
В настоящее время храм утрачен.
Помещиками села по 7-й ревизии 1815 года числились: коллежский асессор Болотов Андрей Тимофеев: 4 двора, 22 души мужского пола и 30 женского, генерал-лейтенант Горчаков Андрей Иванович: 2 двора, мужского пола 4 человека, женского 6 человек. Губернский секретарь Сергей Дмитриевич и Александра Дмитриевна Барнашевы: 3 двора, мужского пола 11 человек, женского 9 человек. Всего 9 дворов, а в них 37 человек мужского пола и 45 женского.
Под селением 6 десятин 1344 сажен, пашни 154 десятины 973 сажен, сенных покосов 11 десятин 1040 сажен, лесу 1 десятина 200 сажен, неудобных мест 5 десятин 900 сажен, всего 178 десятин 2057 сажен.

## Население
К 1859 году на 10	дворах проживало 78 человек, из них 38 мужчин,	40 женщин.

## Транспорт
Гужевая (просёлочная) дорога

Согласно справочнику «XLIV. Тульская Губерния. Списки населенных мест по сведениям 1859 года», село стояло по левую сторону Московско-Тульского шоссе (до старого Московского тракта)